# Neurophysiologie clinique
La neurophysiologie clinique est l'application de l'électrophysiologie à la neurologie, c'est-à-dire la spécialité médicale consacrée à l'étude du système nerveux par l'enregistrement de son activité bioélectrique, qu'elle soit spontanée ou déclenchée par des stimulations. Elle comporte à la fois des activités de recherche concernant la physiopathologie des maladies neurologiques (on parle alors de neurophysiologie expérimentale) et diverses applications adaptées au diagnostic des affections du système nerveux central ou périphérique (on parle alors souvent, dans le monde francophone, d'explorations fonctionnelles du système nerveux). Les techniques utilisées ne se limitent donc pas au laboratoire de recherche : elles sont aussi un prolongement de la consultation neurologique. Il s'agit de mesurer les fonctions électriques du cerveau, de la moelle épinière, des nerfs périphériques et des muscles, ce qui permet de définir le site, le type et le degré des lésions et parfois d'orienter sur leurs causes possibles. De ce fait, la neurophysiologie clinique est surtout un outil d'aide au diagnostic et non thérapeutique.
Dans certains pays comme les États-Unis ou l'Allemagne, elle fait partie de la neurologie ou de la psychiatrie. Dans la plupart des pays européens elle est en revanche une spécialité autonome.

## Historique
On peut faire remonter les débuts de la neurophysiologie fondamentale aux expériences sur l'électricité animale du médecin et physicien italien Luigi Galvani (1737-1798). Le développement de la neurophysiologie clinique est dû au physiologiste britannique Edgar Douglas Adrian (1889-1977), qui intègre les méthodes et le vocabulaire de la neurophysiologie expérimentale dans la pratique clinique et au neurophysiologiste britannique Grey Walter (1910-1977) qui fait entrer l'ingénierie dans la mise au point des outils du diagnostic clinique.
La neurophysiologie clinique est introduite en milieu hospitalier après la Seconde Guerre mondiale, grâce aux progrès de l'appareillage électronique permis par les transistors. Elle est née de la conjonction multidisciplinaire de médecins et de physiciens pour parvenir à l'enregistrement et à l'interprétation des activités physiologiques, tant au niveau du système nerveux central que périphérique. Cela a permis de progresser dans la connaissance du fonctionnement normal et pathologique des structures nerveuses et d'établir des corrélations électrocliniques avec diverses pathologies. À ses débuts, la neurophysiologie clinique pouvait être abordée à la fois par la médecine et la physique, offrant dans les deux cas une formation complémentaire, dans le cas des médecins dans le domaine de la physique, et dans le cas des physiciens dans le domaine de la médecine.
Le premier congrès de neurophysiologie clinique, promu par William Grey Walter et Denis Hill, se tient à Londres en 1947 dans le but de normaliser les techniques d'électroencéphalographie qui avaient commencé à être développées avant la Seconde Guerre mondiale. Lord Adrian est alors élu premier président d'une société internationale réunissant des représentants de nombreux pays dont l'Espagne avec le neurochirurgien Sixto Obrador.

## Les principaux examens de neurophysiologie clinique
- L'électromyographie (EMG) et l'étude de la conduction nerveuse (ces deux techniques étant réunies sous le nom d'électroneuromyographie, ou ENMG) : ces tests évaluent les maladies des muscles, les atteintes de la jonction neuromusculaire, l'ensemble du système nerveux périphérique ainsi que les cornes antérieures de la moelle épinière
- Électroencéphalographie (EEG) : Test diagnostique des rythmes thalamocorticaux (ondes cérébrales), utile pour évaluer l'épilepsie et diverses anomalies du système nerveux central. Cela se fait en branchant des électrodes à la surface du cuir chevelu pour enregistrer les courants du cortex cérébral.
- Potentiels évoqués : Test diagnostique évaluant des faisceaux spécifiques du système nerveux central et périphérique. Peut inclure des potentiels évoqués visuels, auditifs ou somatosensoriels. Ceux-ci enregistrent les réponses électriques du cerveau et de la moelle épinière à la stimulation des sens.
- Polysomnographie : un type d'étude du sommeil utilisé pour diagnostiquer les troubles associés à un comportement de sommeil anormal.
- Surveillance neurophysiologique peropératoire, comme l'index bispectral.

## Pratiques selon les pays

### Dans le monde francophone
La pratique de la neurophysiologie clinique dans les pays de langue française est encadrée par la Société de neurophysiologie clinique de langue française  (SNCLF), cette dernière s'étant statutairement donné pour but de « faciliter les échanges des informations scientifiques et d'aider au contact personnel entre les chercheurs dans l'un des domaines de la neurophysiologie clinique et expérimentale ». Selon Philippe Derambure, président de la SNCLF pour l'année 2021, la neurophysiologie clinique « rassemble tous les utilisateurs (médecins, infirmier(e)s, techniciens d’explorations, chercheurs, neuropsychologues) des méthodes d'exploration du système nerveux dans une démarche clinique de prise en charge diagnostique et thérapeutique ou de recherche, concernant les maladies neurologiques ».

### Au Royaume-Uni
Au Royaume-Uni, les investigations neurophysiologiques sont confiées soit à des médecins formés en neurophysiologie clinique, soit à des techniciens (appelés clinical physiologists) ayant effectué quatre années de formation pratique dans le cadre d'un baccalauréat spécialisé (honours degree). Ces derniers réalisent les enregistrements de la majorité des EEG, des potentiels évoqués et une partie des études de conduction nerveuse. Ces enregistrements sont dans un second temps l'objet d'un rapport, le plus souvent du personnel médical. Les organisations professionnelles sont la British Society for Clinical Neurophysiology et l' Association of Neurophysiological Scientists.

### Aux Etats-Unis
Aux États-Unis, la filière de formation de neurophysiologie clinique  comprend l'obtention d'un diplôme de premier cycle (undergraduate degree), des études de médecine et une formation médicale postgraduée de spécialité, généralement la neurologie. Après avoir effectué un résidanat, les cliniciens peuvent s'inscrire à une formation (fellowhip) en neurophysiologie clinique leur permettant d'avoir accès à tout l'éventail des techniques d'enregistrement, ou peuvent se concentrer sur un seul des deux domaines de la discipline que sont l'EEG et la médecine électrodiagnostique (EDX). Les bourses de neurophysiologie clinique durent généralement 1 à 2 ans et mènent à un certificat (board certification) dans un ou plusieurs domaines de sous-spécialité. L'EDX ne concerne que le système nerveux périphérique et l'EEG le système nerveux central (EEG proprement dites et surveillance peropératoire. L'American Board of Psychiatry and Neurology propose un examen de certification en neurophysiologie clinique., tandis que l'American Board of Electrodiagnostic Medicine fournit une certification en médecine EDX uniquement. L'American Board of Clinical Neurophysiology de son côté certifie l'électroencéphalographie (EEG), les potentiels évoqués (EP), la polysomnographie (PSG), la surveillance de l'épilepsie et la surveillance neurologique peropératoire (NIOM). Aux États-Unis, les médecins se spécialisent généralement dans la médecine EEG ou EDX, mais pas dans les deux.

## Neurophysiologie clinique hospitalière
Les établissements hospitaliers disposant de services de neurologie et de neurochirurgie abritent souvent également des départements de neurophysiologie clinique. Il s'agit généralement de grands hôpitaux qui peuvent employer du personnel spécialisé.
Les neurophysiologistes cliniciens sont chargés d'analyser et de rédiger les rapports des tests réalisés au sein du département hospitalier. Ils doivent également interpréter les résultats qu'ils reçoivent des techniciens et les transmettre au médecin demandeur de l'examen. Ces tests doivent souvent être combinés (par exemple réalisation d'un EMG ou études des conductions nerveuses pour pouvoir interpréter les potentiels évoqués).